# Al-Shaafah
Al-Shaafah (tiếng Ả Rập: الشعفة) là một thị trấn của Syria nằm ở quận Abu Kamal, Deir ez-Zor. Theo Cục Thống kê Trung ương Syria (CBS), Al-Shaafah có dân số 18.956 trong cuộc điều tra dân số năm 2004.
Thị trấn này là một phần của dải đất cuối cùng ở Syria do Nhà nước Hồi giáo Iraq và Levant (ISIL) kiểm soát. Vào ngày 6 tháng 1 năm 2019, thị trấn đã bị SDF chiếm giữ hoàn toàn.